# McMechen
McMechen és una població dels Estats Units a l'estat de Virgínia de l'Oest. Segons el cens del 2000 tenia 1.937 habitants.

## Demografia
Segons el cens del 2000, McMechen tenia 1.937 habitants, 865 habitatges, i 559 famílies. La densitat de població era de 1.289,4 habitants per km².
Dels 865 habitatges en un 24,6% hi vivien nens de menys de 18 anys, en un 46,5% hi vivien parelles casades, en un 14,6% dones solteres, i en un 35,3% no eren unitats familiars. En el 33,1% dels habitatges hi vivien persones soles el 19% de les quals corresponia a persones de 65 anys o més que vivien soles. El nombre mitjà de persones vivint en cada habitatge era de 2,23 i el nombre mitjà de persones que vivien en cada família era de 2,81.
Per edats la població es repartia de la següent manera: un 20,8% tenia menys de 18 anys, un 7% entre 18 i 24, un 23,5% entre 25 i 44, un 26% de 45 a 60 i un 22,8% 65 anys o més.
L'edat mediana era de 44 anys. Per cada 100 dones de 18 o més anys hi havia 81,9 homes.
La renda mediana per habitatge era de 27.179 $ i la renda mediana per família de 33.080 $. Els homes tenien una renda mediana de 27.357 $ mentre que les dones 16.862 $. La renda per capita de la població era de 14.935 $. Entorn del 15,6% de les famílies i el 20,6% de la població estaven per davall del llindar de pobresa.

## Poblacions més properes
El següent diagrama mostra les poblacions més properes.